# Clusia huberi
Clusia huberi är en tvåhjärtbladig växtart som beskrevs av Pipoly. Clusia huberi ingår i släktet Clusia och familjen Clusiaceae. Inga underarter finns listade i Catalogue of Life.